# Maravalia fusiformis
Maravalia fusiformis är en svampart som beskrevs av Y. Ono, Kakish. & Lohsomb. 1988. Maravalia fusiformis ingår i släktet Maravalia och familjen Chaconiaceae.   Inga underarter finns listade i Catalogue of Life.